# Xenosaurus grandis
Xenosaurus grandis är en ödleart som beskrevs av den brittiske zoologen John Edward Gray 1856. Xenosaurus grandis ingår i släktet Xenosaurus, och familjen xenosaurer. IUCN kategoriserar arten globalt som sårbar.

## Underarter
Arten delas in i följande underarter:
- X. g. rackhami
- X. g. agrenon
- X. g. arboreus
- X. g. grandis
- X. g. sanmartinensis

## Utbredning
Xenosaurus grandis förekommer i Mellanamerika, i södra Mexiko, Guatemala och Belize, på upp till 1300 meters höjd över havet.